# Psylliodes appalachianus
Psylliodes appalachianus là một loài bọ cánh cứng trong họ Chrysomelidae. Loài này được Konstantinov & Tishechkin miêu tả khoa học năm 2004.